# ملوانک‌سانان
ملوانک‌سانان (نام علمی: Nautilida) نام یک راسته از زیررده ملوانک‌واران است.